# Maria ou le malheur d'être femme
Maria: or, The Wrongs of Woman
Maria ou le malheur d'être femme (Maria: or, The Wrongs of Woman) de l'écrivaine britannique Mary Wollstonecraft, est une suite romancée, inachevée, de son essai politique révolutionnaire Défense des droits de la femme (1792). Maria ou le malheur d'être femme est publié de façon posthume en 1798 par son mari, William Godwin, et est souvent considéré comme son œuvre féministe la plus radicale. 
Ce roman philosophique et gothique conte l'histoire d'une femme emprisonnée dans un asile d'aliénés par son mari. Il se centre sur les « torts » (« wrongs ») faits par la société à la femme en général, plutôt qu'à une femme en particulier, et critique ce que Mary Wollstonecraft considère comme l'institution patriarcale du mariage dans la Grande-Bretagne du XVIIIe siècle et le système juridique qui le protège. Le roman est par ailleurs novateur par sa célébration de la sexualité féminine, ainsi que par un sentiment d'identité en tant que femme qui traverse les classes sociales. De semblables thèmes, joints à la publication du livre de William Godwin sur la vie de Mary Wollstonecradft, Memoirs of the Author of A Vindication of the Rights of Woman, qui fait scandale, rendent le roman impopulaire à l'époque de sa parution. 
Les critiques féministes du XXe siècle adoptent le livre et l'intègrent à l'histoire du roman et des idées féministes. On y voit la plupart du temps une vulgarisation sous forme de fiction de Défense des droits de la femme, un prolongement des raisonnements féministes que l'on y trouve, ainsi qu'une autobiographie.

## Composition et résumé

### Brouillons
Mary Wollstonecraft s'escrime pendant plus d'un an pour écrire Le malheur d'être femme ; en comparaison, l'écriture de A Vindication of the Rights of Men (1790), en réponse à Reflections on the Revolution in France (1790) d'Edmund Burke lui a pris moins d'un mois, et celle de A Vindication of the Rights of Woman (1792) six semaines. Selon William Godwin :
« Elle savait bien à quel point c'est une tâche ardue de produire un roman véritablement excellent ; et elle a mis en œuvre toutes ses facultés pour y arriver. Tous ses autres ouvrages avaient été écrits avec une rapidité qui ne donnait pas à son talent assez de temps pour pleinement s'épanouir. Mais celui-ci fut écrit lentement et mûrement considéré. Elle le commença dans plusieurs formes, qu'elle rejeta successivement alors qu'elles étaient considérablement avancées. Elle réécrivit plusieurs fois de nombreuses parties de l'œuvre, et, alors qu'elle avait achevé ce qu'elle envisageait pour former la première partie, elle se ressentit le souci de reprendre et d'améliorer ce qu'elle avait déjà écrit, plutôt que de continuer, avec constance et application, l'écriture des passages suivants. »
Elle fait également plus de recherches pour ce livre que pour ses autres œuvres. En assumant l'édition critique d'œuvres de fiction et en ne relisant rien d'autre que des romans, elle utilise son poste à l'Analytical Review de Joseph Johnson pour s'instruire des techniques du roman. Elle visite également l'asile de Bedlam Hospital en février 1797 pour se documenter sur les asiles d'aliénés.
À la mort de Mary Wollstonecraft en 1797, le manuscrit est encore incomplet. William Godwin publie tout le manuscrit dans Posthumous Works, ajoutant quelques phrases et paragraphes de son cru pour lier les sections disjointes.

### Résumé

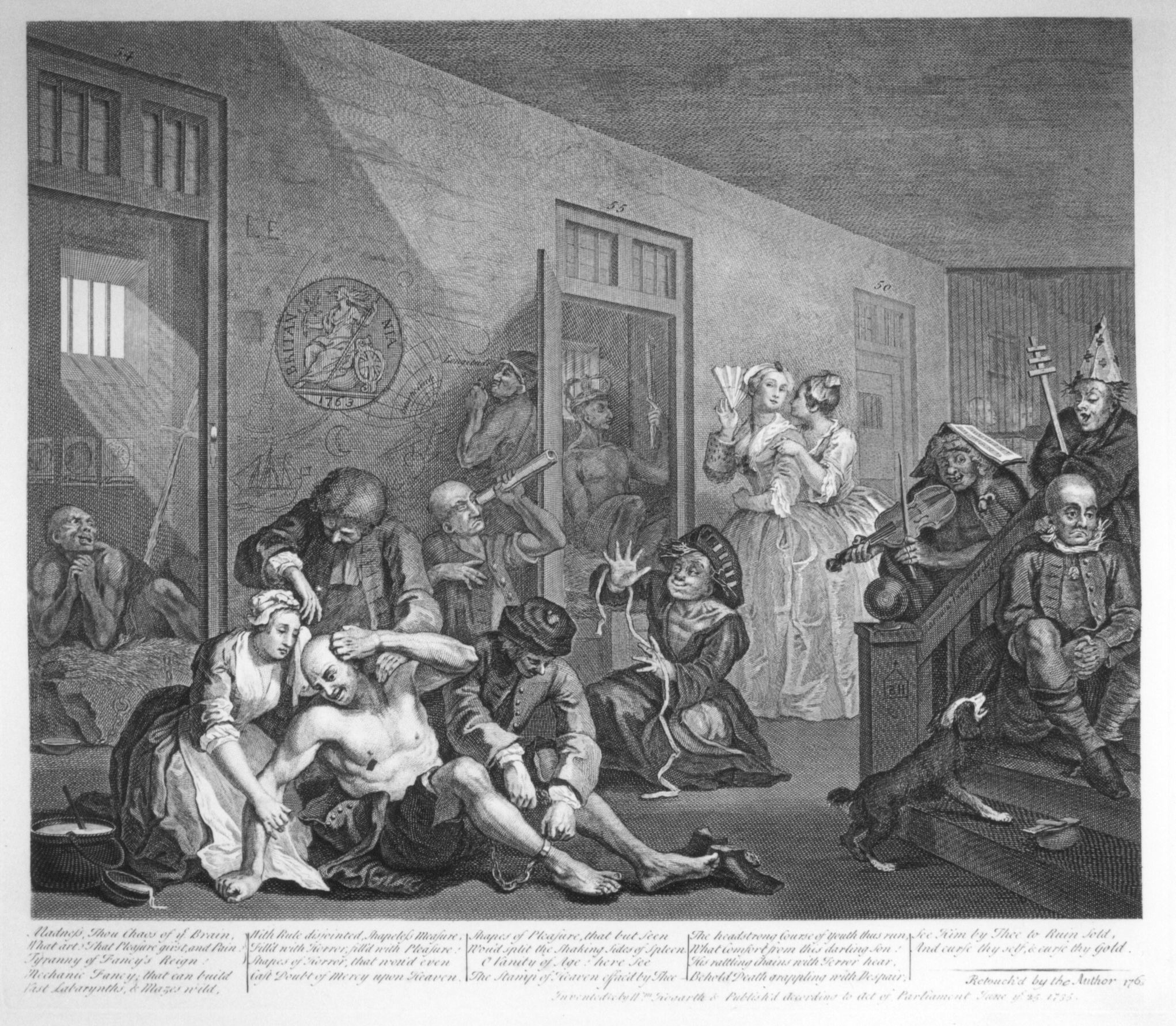
Dernier projet de A Rake's Progress par William Hogarth, montrant Bedlam, un célèbre asile d'aliénés britannique.

Le malheur d'être femme commence in medias res avec l'emprisonnement injuste de Maria, une femme de la haute société, par son mari George Venables. Non seulement il a condamné Maria à vivre dans un asile d'aliénés, mais il lui a aussi retiré son enfant. Celle-ci parvient à se lier d'amitié avec une femme qui s'occupe d'elle à l'asile, Jemima, qui vient des classes inférieures. Après avoir compris que Maria n'est pas folle, Jemima accepte de lui donner quelques livres. Certains d'entre eux ont été annotés par un autre pensionnaire de l'asile, Henry Darnford, dont Maria tombe amoureuse rien qu'en voyant ses notes. Ils commencent à communiquer et finissent par se rencontrer. Darnford révèle qu'il a mené une vie de débauche, et qu'après s'être réveillé à l'asile après une nuit de beuverie, il n'a pas réussi à convaincre les médecins de le relâcher.
Jemima raconte également sa vie à Maria et à Darnford : elle est une enfant illégitime. Sa mère est morte alors qu'elle était encore enfant, aggravant encore sa situation déjà précaire. Elle a alors dû travailler comme servante dans la maison de son père, avant d'être envoyée comme apprentie chez un maître qui l'a battue, privée de nourriture et violée. Quand la femme de son maître a découvert que Jemima était enceinte, elle l'a fait chasser de la maison. Incapable de subvenir à ses besoins, Jemima a dû avorter et se prostituer. Après la mort du gentilhomme qui l'entretenait, elle a trouvé du travail à l'asile où Maria est emprisonnée.
Dans les chapitres sept à quatorze (qui constituent à peu près la moitié du manuscrit), Maria raconte sa propre histoire, en l'écrivant pour sa fille. Elle explique comment sa mère et son père préféraient leur fils aîné Robert à tous leurs autres enfants, ce qui lui permettait de régner comme un « despote » sur ses frères et sœurs. Pour échapper à ce triste foyer, Maria rendait des visites à un voisin, dont elle était tombée amoureuse du fils, George Venables. Celui-ci semblait aux yeux de tous un jeune homme respectable et honorable, mais c'était en fait un libertin. La vie de famille de Maria est devenue intenable à la mort de sa mère, quand son père a pris pour maîtresse la femme de charge de la maison. Un riche oncle de Maria qui la chérissait, ignorant le vrai caractère de George Venables, a alors arrangé leur mariage en donnant à Maria une dot de 5 000 livres.
Maria s'est vite rendu compte de la vraie nature de son mari. Elle essayait de l'ignorer en cultivant la littérature et les arts, mais il se livrait à une vie de plus en plus dissolue : à force de payer des prostituées et de jouer, il a mené le couple à la banqueroute. Maria est rapidement tombée enceinte à la suite de rapports sexuels forcés avec son mari. Alors que l'oncle de Maria s'apprêtait à quitter la Grande-Bretagne pour le continent, il lui a appris que les femmes ont le droit de se séparer de leurs maris. Après que George a vendu Maria à l'un de ses amis, un certain M. S— , Maria a essayé de s'enfuir, mais sans y parvenir. Si elle est parvenue tout d'abord à s'échapper et à s'installer dans plusieurs endroits, souvent avec d'autres femmes elles aussi maltraitées par leurs maris, il réussissait toujours à la retrouver. Quand elle a tenté de quitter l'Angleterre avec son enfant et la fortune que le décès de son oncle lui a apportée, son mari s'est emparé de l'enfant et a fait enfermer Maria à l'asile. C'est à ce moment de l'histoire que le manuscrit se termine.

### Ébauches de fins
Les notes fragmentaires de Mary Wollstonecraft pour la fin du roman indiquent deux orientations différentes du récit et cinq conclusions différentes. Dans les deux scénarios, George Venables gagne un procès qu'il a fait à Darnford pour avoir séduit sa femme ; Darnford abandonne alors Maria, quitte l'Angleterre et prend une autre maîtresse. Quand elle le découvre, Maria perd l'enfant qu'elle attendait de Darnford (à la suite d'un avortement ou d'une fausse couche). Dans l'une des fins envisagées, Maria se suicide. Dans une autre, plus aboutie, Maria est sauvée du suicide par Jemima qui a retrouvé sa fille. Maria accepte de vivre pour sa fille (comme Mary Wollstonecraft l'avait fait après sa seconde tentative de suicide). Jemima, Maria et la fille de Maria forment une nouvelle famille.

## Style
Dans ses articles pour Analytical Review, Mary Wollstonecraft développe une série de critères de ce qui constitue un bon roman :
« Une bonne tragédie ou un bon roman, si le critère est l'effet qu'il a sur le lecteur, n'est pas forcément le plus moral, car ce ne sont pas les rêveries des sentiments, mais les combats de la passion — de ces passions humaines, qui obscurcissent trop fréquemment la raison, et mènent les mortels à de dangereuses erreurs (…) qui font naître les plus vivantes émotions, et laissent l'impression la plus durable sur la mémoire ; une impression faite plutôt par le cœur que par la compréhension : car nos affections ne sont pas volontaires comme les avis de la raison. »
Mary Wollstonecraft pense que les romans doivent être « probables » et dépeindre « la modération, la raison et le contentement ». Il est donc surprenant que Le malheur d'être femme s'inspire d'œuvres comme Julia ou les Souterrains du château de Mazzini (1790) d'Ann Radcliffe, et se base sur des éléments de roman gothique comme le « manoir du désespoir » dans lequel Maria est enfermée. Mais s'il le fait, c'est pour montrer que les horreurs des fictions gothiques sont une réalité pour l'Anglaise moyenne. En utilisant ces éléments gothiques, Mary Wollstonecraft peut, par exemple, dépeindre l'époux de Maria comme tyrannique et sa vie de couple comme misérable. Comme elle l'écrit elle-même dans la préface de Le malheur d'être femme :
« À de nombreux moments où j'aurais pu rendre les événements plus dramatiques, j'aurais sacrifié mon objectif principal, le désir d'exhiber la misère et l'oppression destinées aux femmes, venant de lois et de coutumes partiales. »
L'un des modèles du roman est Les Aventures de Caleb Williams (en) (1794) de William Godwin, qui illustre comment un roman gothique d'aventures peut aussi délivrer une critique sociale.

### Narrateur

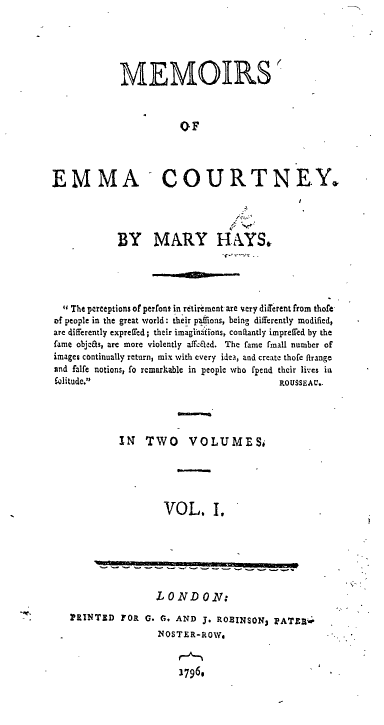
Page de titre de la première édition de Memoirs of Emma Courtney (1796) par Mary Hays.

Le malheur d'être femme utilise la narration à la troisième personne, mais dans d'importantes sections des récits de Maria et de Jemima, c'est le récit à la première personne qui est utilisé. Le narrateur relate souvent les pensées de Maria en utilisant la nouvelle technique du discours indirect libre, qui crée un flou entre le récit à la troisième et à la première personne. Mary Wollstonecraft juxtapose les événements du récit avec la manière dont Maria les raconte et ses pensées à leur sujet. Les récits à la première personne permettent à Maria et à Jemima de s'adresser chacune à l'autre comme à une égale ; l'histoire de leurs souffrances, tout en permettant à chaque personnage de garder le sens de sa propre personnalité, crée un lien d'égalité et d'attachement entre elles.

### Roman jacobin
Le malheur d'être femme est ce qu'on appelle à la fin du XVIIIe siècle un « roman jacobin », un récit philosophique faisant l'apologie des idées de la Révolution française. Mary Wollstonecraft affirme, comme d'autres — par exemple Mary Hays dans Memoirs of Emma Courtney (1796) — que les femmes sont les victimes de constantes et systématiques injustices. Elle utilise les dialogues philosophiques de son roman pour démontrer l'impuissance des femmes.
Comme d'autres romans jacobins, Le malheur d'être femme utilise tout un ensemble de noms de personnages suggestifs pour faire passer son message : Jemima porte le nom de la fille de Job, le nom d'Henry Darnford rappelle Henry Darnley, l'époux de la reine Marie Ire d'Écosse, et celui de George Venables rappelle le prince de Galles George (George of Wales en anglais), connu pour être un séducteur. Mary Wollstonecraft ajoute au réalisme de son texte philosophique en incluant des citations d'œuvres connues comme celles de Shakespeare, en faisant allusion à des faits historiques et en mettant l'accent sur les faits marquants. Le malheur d'être femme commente l'état des femmes dans la société en reprenant des œuvres passées sur un thème féministe, comme Tom Jones d'Henry Fielding ; la Mrs Fitzpatrick d'Henry Fielding devient Maria chez Mary Wollstonecraft. Ces stratégies rhétoriques rendent les éléments philosophiques du roman plus faciles à assimiler pour le public.

## Thèmes
À la fin de A Vindication of the Rights of Woman, Mary Wollstonecraft promet à ses lecteurs une seconde partie de l'œuvre. Cependant, plutôt que d'écrire un second traité philosophique, elle leur offre un roman teinté d'autobiographie, justement intitulé Le malheur d'être femme. Dans la préface, elle écrit que le roman doit être considéré comme l'histoire de « la femme » et non comme celle d'un « individu ». Mary Wollstonecraft veut détailler, comme le souligne Anne K. Mellor, « les torts faits aux femmes et les torts faits par les femmes ». Les torts faits aux femmes incluent les mariages étouffants et sexuellement contraignants, que Mary Wollstonecraft décrit avec le champ lexical de l'esclavage, tandis que les torts faits par les femmes incluent un faux sens de leur propre valeur, induit par le langage de la sensibilité. Contrairement au premier roman de Mary Wollstonecraft, Mary: A Fiction, Le malheur d'être femme donne des solutions à ces problèmes, comme l'affirmation de la sexualité féminine, un rôle maternel approprié, et un féminisme capable de dépasser les barrières sociales.

### Mariage et esclavage
Dans des métaphores héritées de A Vindication of the Rights of Woman, Mary Wollstonecraft décrit le mariage comme une prison et les femmes comme ses esclaves dans Le malheur d'être femme. Dans le premier chapitre, Maria se lamente : « le monde n'est-il pas une vaste prison, et les femmes ne sont-elles pas nées esclaves ? » puis elle fait une allusion très politique à la Bastille : « le mariage m'a embastillée à vie ». De plus, le corps de Maria est vendu et acheté comme celui d'une esclave : avec sa dot, elle vaut 5 000 livres sur le marché du mariage, puis son mari tente de la vendre comme prostituée. En parlant de sa condition, elle dit : « une femme étant autant la propriété d'un homme que son cheval ou son âne, elle n'a rien qu'elle puisse appeler sien ». Dans Vindication of the Rights of Woman, Mary Wollstonecraft utilise déjà la métaphore de l'esclavage non seulement pour parler des horreurs du mariage tel qu'il existait à l'époque, mais aussi pour y juxtaposer la possibilité d'une autre sorte de mariage, qui supposerait l'égalité entre des partenaires aimants et rationnels. Mais dans Le malheur d'être femme, cette option n'est jamais montrée ; au lieu de cela, le lecteur voit une série de mariages désastreux dans lesquels les femmes sont abusées, volées et abandonnées.
Selon Mary Poovey, « l'idée fondamentale de Mary Wollstonecraft dans Maria concerne la manière dont la sexualité féminine est définie et interprétée — et par extension contrôlée — par les institutions bourgeoises. Le premier agent de ce contrôle est le mariage ». Mary Wollstonecraft démonte l'idéologie du mariage, dans laquelle les femmes sont des biens échangeables, réduites à l'état d'objets et privées de leurs droits naturels.

### Sensibilité et sentimentalisme

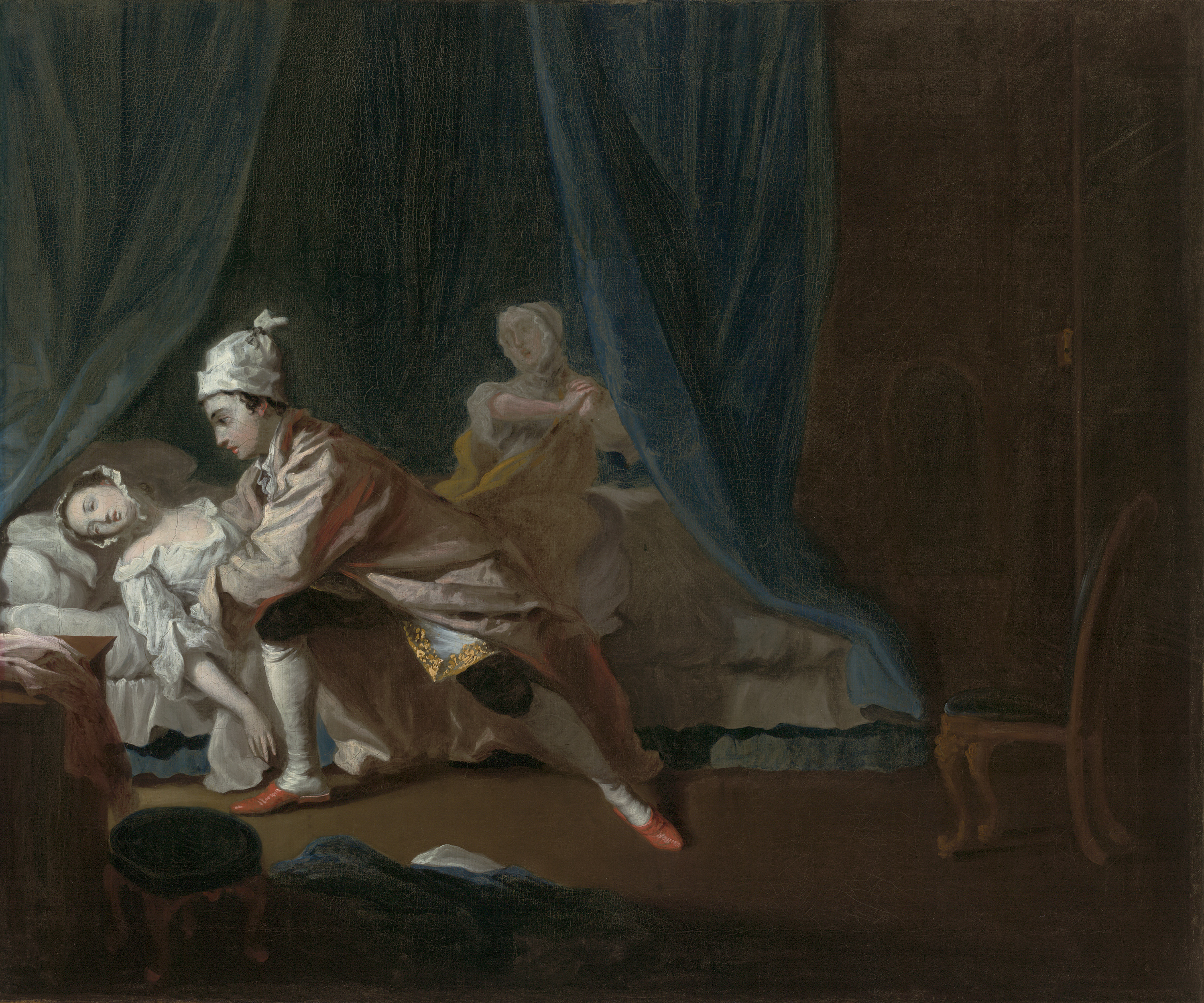
Tableau de Joseph Highmore sur le roman Paméla, montrant Paméla s'évanouissant quand M. B. tente de la violer, une scène devenue représentative de la sensibilité telle qu'elle est vue au XVIIIe siècle.

Dans la seconde moitié du XVIIIe siècle, la sensibilité est considérée à la fois comme un phénomène physique et moral. Les médecins et les anatomistes pensent que plus les nerfs d'une personne sont sensibles, plus la personne est émotionnellement affectée par son environnement. On pense que les femmes ont les nerfs plus sensibles que les hommes, et qu'elles sont donc plus émotives que les hommes. L'excès d'émotions associé à la sensibilité est également considéré comme générateur d'un esprit de compassion : les personnes sensibles ont plus d'empathie pour ceux qui souffrent. Les historiens font donc le lien entre le discours de la sensibilité et ses promoteurs, et l'accroissement des efforts humanitaires, comme le mouvement d'abolition de l'esclavage au XVIIIe siècle. Mais on pense également que la sensibilité paralyse ceux qui en ont trop : ils sont, dit-on, affaiblis par de constantes souffrances morales.
Au moment où Mary Wollstonecraft écrit Le malheur d'être femme, la sensibilité essuie des critiques soutenues depuis plusieurs années. Alors qu'elle est censée rapprocher les individus à travers la sympathie, elle est désormais vue comme « profondément séparatiste » : les romans, pièces et poèmes qui utilisent le langage de la sensibilité défendent les droits des individus, la libération sexuelle, et des relations familiales brisant les traditions, basées seulement sur les sentiments. Beaucoup de gens pensent que la sensibilité, en particulier à cette époque de réactivisme politique, vise à donner des pouvoirs politiques aux femmes et à castrer les hommes britanniques destinés à combattre la Révolution française.
Toutes les œuvres de Mary Wollstonecraft marquent une relation torturée avec le langage de la sensibilité, et Le malheur d'être femme ne fait pas exception. La critique féministe Mitzi Myers remarque que Mary Wollstonecraft est généralement décrite comme « une philosophe éclairée défendant fermement la culture de la raison comme guide vers à la fois la réalisation de l'individu et le progrès social », mais ses œuvres ne défendent pas un tel modèle de développement personnel. L'emphase qu'elle met sur « le sentiment, l'imagination et l'intérieur » la marque comme romantique, en particulier dans Letters Written in Sweden, Norway, and Denmark (1796). Plusieurs fois, autant dans ses œuvres de fiction que dans les autres, Mary Wollstonecraft affirme qu'en comprenant ses propres émotions, on parvient à une vertu transcendante.
Cependant, comme Mary Wollstonecraft reste contradictoire et vague dans l'inachevé Le malheur d'être femme, il n'a a pas de vrai consensus parmi les critiques sur le sens exact du roman au niveau de la sensibilité. Mary Wollstonecraft brise volontairement les conventions du récit sentimental, mais le but de son action reste inconnu. Par exemple, Maria et Jemima peuvent s'identifier aux types traditionnels de la « raison » (Jemima) et des « sentiments » (Maria), mais comme ce type de couple est normalement constitué d'un homme et d'une femme, l'œuvre de Mary Wollstonecraft bouscule les définitions conventionnelles du genre.
Certains critiques interprètent l'histoire de Maria ironiquement, affirmant que la juxtaposition de la narration sentimentale et romantique de Maria avec celle, crue et violente, de Jemima, encourage une telle lecture. Dans cette interprétation, l'histoire de Maria peut être vue comme une parodie de récit sentimental, illustrant les « torts » que les femmes s'infligent elles-mêmes par excès de sensibilité. Quoique Mary Wollstonecraft promeut la sensibilité dans le texte, il ne s'agit pas de la même que celle défendue dans A Vindication of the Rights of Woman : la bonne sensibilité, selon elle, repose sur la sympathie et, surtout, est contrôlée par la raison. Une femme ayant ce type de sensibilité n'est pas « bouleversée par chaque rafale de sentiments fugaces ». D'autres critiquent voient Le malheur d'être femme comme une « négation » des arguments anti-sentimentaux de Vindication of the Rights of Woman. S'appuyant sur les apparitions de Jemima dans l'histoire et le langage de la sensibilité employé par le narrateur, ils acceptent mal l'argument selon lequel le roman sape ou remet en question la rhétorique de la sensibilité.

### Désir féminin
L'une des différences majeures entre les romans de Mary Wollstonecraft et ses traités philosophiques, selon la critique féministe Cora Kaplan, est que ses œuvres de fiction valorisent les émotions féminines, tandis que ses traités les présentent comme « réactionnaires et régressifs, presque contre-révolutionnaires ». A Vindication of the Rights of Woman dépeint la sexualité comme une caractéristique masculine, et bien que Mary Wollstonecraft affirme que certaines caractéristiques masculines sont universelles, ce n'est pas le cas de celle-là. Au contraire, dans Le malheur d'être femme, elle accepte, décrit et utilise le corps féminin sexué comme un moyen de communication : Maria s'abandonne à son désir pour Darnford et établit une relation avec lui. Alors que dans Vindication of the Rights of Woman elle met l'accent sur les relations entre compagnons, affirmant que la passion des amants s'éteint avec le temps, dans Le malheur d'être femme elle célèbre cette passion. En opposition à des moralistes de l'époque comme John Gregory ou Jean-Jacques Rousseau, Mary Wollstonecraft affirme que les femmes peuvent être des êtres complètement sexués.

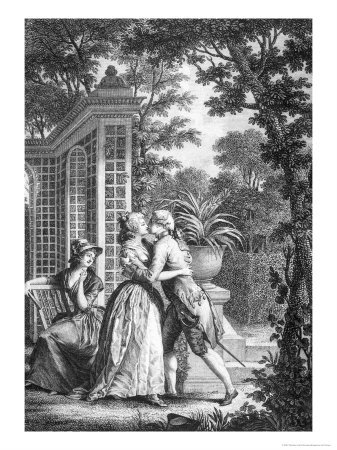
Scène du « premier baiser d'amour » dans Julie ou la Nouvelle Héloïse de Jean-Jacques Rousseau (1761), illustrée par Nicolas-André Monsiau

Au début, Maria veut épouser George Venables à cause de sa nature charitable ; elle le prend pour le héros romantique des romans qu'elle a lus. Cependant, par la suite elle comprend sa duplicité :
« (George) continuait de m'accompagner à la danse, de presser ma main en partant, et de montrer des expressions de passion sans aucun sens, auxquelles je donnais un sens naturellement suggéré par la tournure romantique de mes pensées (…) Quand il nous quittait, les couleurs de mon image devenaient plus éclatantes — Où mon imagination ne me menait-elle pas ? En bref, je me berçais dans l'illusion de l'amour — de l'amour du désintéressement, du courage, de la générosité, de la dignité, et de l'humanité, dont j'avais investi le héros que j'imaginais. »
L'une des questions importantes soulevées par le roman est de savoir si Maria a gardé ses illusions dans sa relation avec Darnford. Maria écrit son autobiographie pour sa fille, où elle admet qu'elle a été induite en erreur par Venables, mais les critiques ne sont pas d'accord pour dire si elle est ou non induite en erreur par Darnford. Certains suggèrent que Maria répète son erreur et imagine Darnford comme un autre héros, en prenant pour preuve le refus de Maria de quitter l'asile alors même qu'elle est libre de le faire, parce qu'elle veut rester avec lui, ainsi que son engouement pour le roman Julie ou la Nouvelle Héloïse de Jean-Jacques Rousseau. Elle confond Darnford avec Saint-Preux, le héros de la Nouvelle Héloïse, amant mais jamais époux de Julie. Les lectures de Maria et les histoires qu'elle imagine d'après ses lectures entraînent sa mauvaise interprétation des faits : ne pouvant ou ne voulant pas séparer la fiction et la réalité, elle place Darnford au cœur de son imagination romantique. D'autres critiques, tout en admettant que Maria est égarée par Darnford, affirment que le problème n'est pas sa sexualité, mais le choix de son partenaire. Selon eux, Mary Wollstonecraft ne représente pas la sexualité féminine comme fondamentalement nuisible, comme dans Mary: A Fiction ou Vindication of the Rights of Woman, mais elle critique les directions qu'elle prend souvent.

### Classes sociales et féminisme
La structure de Le malheur d'être femme contient des histoires mélangées de plusieurs femmes abusées de la même manière : Maria de la haute société, Peggy la femme de marin appartenant à la classe moyenne inférieure, la marchande appartenant à la classe ouvrière, la tenancière de pension, et Jemima la servante appartenant à la classe ouvrière. C'est une représentation « sans précédent » des problèmes communs des femmes dans une société patriarcale. Mary Wollstonecraft écrit dans une lettre publiée en préface de Le malheur d'être femme qu'elle a pour but de « montrer les injustices subies par différentes classes de femmes, également oppressantes, bien que, de par la différence d'éducation, nécessairement variées ». Son roman est novateur, et c'est l'un des premiers dans l'histoire de la littérature féministe à évoquer un argument indépendant des classes sociales, selon lequel des femmes ayant des positions sociales différentes ont les mêmes intérêts parce qu'elles sont des femmes. Lorsqu'elle raconte son histoire, Jemima demande « Qui a jamais risqué quelque chose pour moi ? — Qui m'a jamais reconnue comme une créature égale ? » Ce n'est pas avant que Maria prenne sa main par sympathie qu'elle le ressent ; de plus, c'est l'histoire de Jemima qui déclenche les « envies » de Maria de « prendre du recul » et « en pensant au destin de Jemima et au sien, elle était menée à considérer les oppressions subies par les femmes, et se lamenter d'avoir donné naissance à une fille ».
Jemima est le personnage féminin des classes inférieures le plus étoffé dans le roman ; à travers elle, Mary Wollstonecraft refuse d'accepter la soumission traditionnellement associée à la féminité, et exprime une colère et une frustration qui auraient semblé déplacées chez Maria. L'histoire de Jemima bouscule également les clichés sur les prostituées. Mary Wollstonecraft revisite le récit traditionnel de la « prostituée pardonnée » (comme dans Some Considerations on Streetwalkers (1726) de Daniel Defoe). Le roman présente les prostituées comme une « classe exploitée », similaires aux épouses dans leur dépendance vis-à-vis des hommes, et montre comment elles sont un produit de leur environnement. En faisant de Jemima et de Maria des prostituées, Mary Wollstonecraft rejette deux stéréotypes de l'époque sur les prostituées : l'image de la femme qui prend plaisir à faire ce qu'elle fait et qui tombe amoureuse de son souteneur, et l'image de la victime recherchant la pitié. Ainsi, plutôt que de simplement révulser ou susciter la compassion des lecteurs, Jemima et Maria cherchent à établir un lien plus fort et plus durable avec une lectrice qui partage leur calvaire.
Cependant, le récit de Jemima conserve des éléments de l'éthique bourgeoise de Mary Wollstonecraft ; Jemima et les autres femmes de la classe ouvrière sont seulement présentées comme égales à Maria en souffrance : « les femmes sont liées à travers les classes, donc, mais moins en solidarité qu'en désespoir ». Selon la spécialiste de Mary Wollstonecraft Barbara Taylor, « la relation de Maria avec Jemima reflète un peu les fissures des préjugés entre les classes sociales qui ont marqué les politiques féministes depuis leur apparition ». Jemima apprend à apprécier les choses raffinées de la vie quand elle est une maîtresse entretenue, et Maria promet ensuite de s'occuper d'elle. Cependant, il est important de noter que dans l'une des ébauches de fins, c'est Jemima qui sauve Maria et retrouve son enfant.

### Maternité et identité féminine

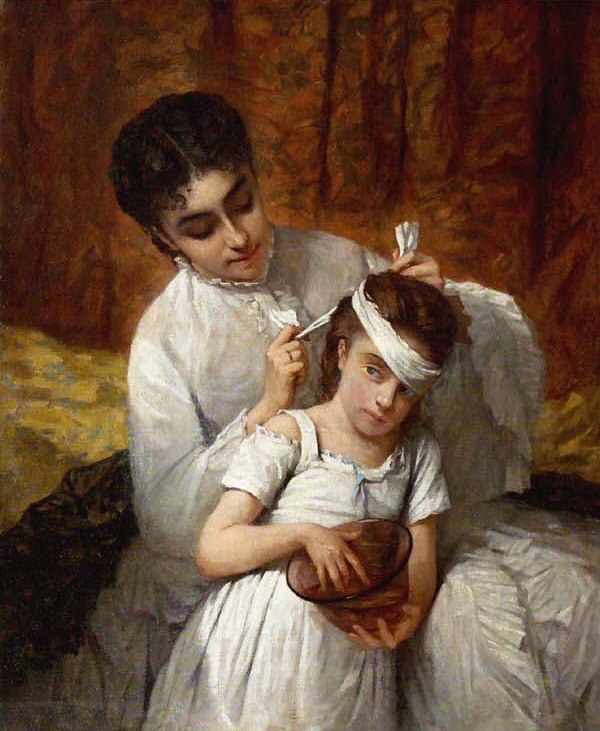
La Mère et l'Enfant par Henriette Browne (1829). Mary Wollstonecraft voit la maternité comme un rôle libérateur pour les femmes.

Alors que certains critiques mettent l'accent sur la critique de l'institution du mariage et des lois contraignant les femmes dans Le malheur d'être femme, d'autres se focalisent sur la description dans l'œuvre de « l'expérience d'être une femme, avec la violence émotionnelle et la faiblesse intellectuelle » qui l'accompagnent. C'est dans la description par Mary Wollstonecraft d'un esprit féminin s'éduquant et créant un sens de soi spécifiquement féminin qu'elle « innove ». Le rôle de mère de Maria lui permet de s'instruire, et donc de créer sa propre représentation d'elle-même ; en donnant des conseils à sa fille dans le manuscrit qu'elle écrit, Maria apprend des choses sur elle et comprend ses erreurs passées. Sa capacité à exprimer sa propre personnalité contraste avec l'héroïne du premier roman de Mary Wollstonecraft, Mary: A Fiction, qui transfère ses désirs de maternité d'un personnage à l'autre.
De plus, alors que les mariages patriarcaux sont l'une des grandes injustices subies par les femmes, Mary Wollstonecraft affirme qu'il existe une injustice plus grande : le manque d'indépendance des femmes. Parce qu'elles ne peuvent pas trouver de travail respectable et bien payé, elles doivent dépendre des hommes. Des femmes comme Jemima en sont réduites à travailler durement, voler, mendier ou se prostituer pour survivre ; elles sont avilies par ces activités et se considèrent mal à cause d'elles.
Parce que les relations hommes-femmes sont inégales dans la société où elle vit, Mary Wollstonecraft met en avant un nouveau type de relation dans Le malheur d'être femme : la maternité et la sororité. C'est le récit pathétique fait par Maria de l'enlèvement de son enfant qui intéresse d'abord Jemima. Les ébauches de fin suggèrent aussi que le récit ne se termine pas par un mariage, mais plutôt par la création d'une nouvelle forme de famille, avec deux mères pour la fille de Maria. Avec le sauvetage de Maria par Jemima, Mary Wollstonecraft semble rejeter la structure traditionnelle du récit romantique pour en inventer une nouvelle, nécessaire car la société est incapable d'accorder aux femmes leurs droits naturels.
Alors que des critiques plus récentes mettent l'accent sur l'aspect révolutionnaire de la relation « inter-classes » entre Jemima et Maria, d'autres se posent la question de la portée de ce radicalisme, affirmant que l'histoire de Jemima occupe une petite partie du roman, et est brusquement tronquée. Mary Poovey ajoute que Mary Wollstonecraft ne parvient pas à étendre sa critique du mariage et de la société du niveau de l'individu à celui du système.

### Éléments autobiographiques
Comme le premier roman de Mary Wollstonecraft Mary: A Fiction, Le malheur d'être femme est fortement autobiographique ; les deux romans répètent d'ailleurs de nombreux éléments biographiques communs. Après avoir été abandonnée par son amant Gilbert Imlay (modèle de Henry Darnford) qui était aussi le père de son enfant, Mary Wollstonecraft tente de se suicider. Le désespoir lié à ces événements est retranscrit dans le livre, ainsi que d'autres événements qu'elle a vécu au milieu des années 1790. De plus, l'histoire de la famille de Maria montre des similitudes avec celle de Mary Wollstonecraft. Comme Maria, elle avait une mère qui lui préférait son frère aîné, et elle s'est occupée de sa mère mourante mais celle-ci la repousse à la fin de sa vie. Mary Wollstonecraft a aussi dû s'occuper de ses frères et sœurs comme Maria, mais sans l'aide d'un oncle riche. Et surtout, la sœur de Mary Wollstonecraft, Eliza, a quitté son mari d'une manière qui a beaucoup marqué Mary, d'une manière très similaire à celle de Maria dans Le malheur d'être femme. Gary Kelly fait remarquer que l'autobiographie est fréquente dans les romans jacobins. Les romans philosophiques se doivent d'être autobiographiques, car le public pense que les auteurs de ces romans se basent sur leur propre expérience pour illustrer leurs principes abstraits.

## Accueil, critiques et postérité

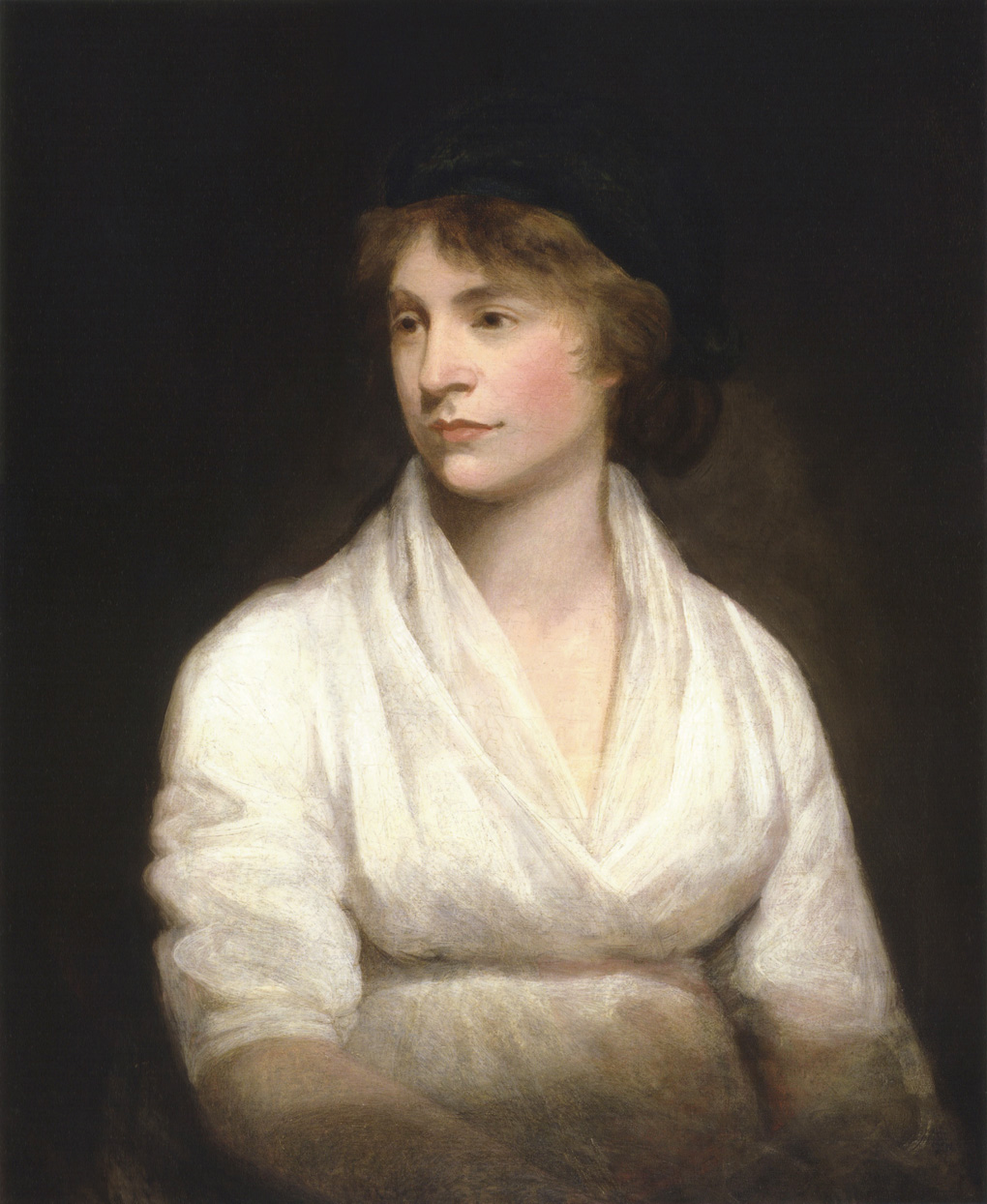
Mary Wollstonecraft par John Opie (vers 1797).

Les Œuvres posthumes de Mary Wollstonecraft, dont Le malheur d'être femme est la majeure partie, ont un « public raisonnablement large » lors de leur publication en 1798, mais le recueil est « reçu par la critique d'une manière presque universellement défavorable ». C'est largement dû à la publication simultanée de Memoirs of the Author of A Vindication of the Rights of Woman de William Godwin, qui révèle l'existence de l'enfant illégitime de Mary Wollstonecraft, Fanny Imlay, ainsi que ses relations amoureuses. La plupart des lecteurs et des critiques transfèrent la vie peu orthodoxe de Mary Wollstonecraft sur Maria, et beaucoup des faits et dires de Maria sur Mary Wollstonecraft, réalisant par là même les craintes de Mary Wollstonecraft de voir ses livres lus seulement comme un miroir de sa vie. La moraliste Hannah More, par exemple, traite Le malheur d'être femme de « défense de l'adultère ».
Beaucoup de critiques, et même des proches de Mary Wollstonecraft, ne comprennent pas son objectif fondamental, qui est de montrer que les injustices subies par Maria sont politiques et non personnelles. Elle écrit à un ami qui a critiqué son œuvre :
« Je suis vexée et surprise que tu ne penses pas que la situation de Maria est suffisamment importante, et ne peut traduire que cette volonté de — dois-je le dire ? délicatesse de sentiment, en n'oubliant pas que tu es un homme — Pour ma part, je ne peux pas envisager une situation plus terrible que celle d'une femme sensible avec un esprit ouvert qui est liée, à un homme tel que je l'ai décrit, pour la vie — obligée de renoncer à toutes les affections humaines, et de ne pas cultiver son goût, de peur que sa perception de la grâce, et son raffinement de sentiment aiguisent jusqu'à l'agonie les douleurs de la déception. »
Même son mari William Godwin s'en plaint : « Je ne veux pas d'une histoire convenue d'un mari brutal et insensible ». Les revues Anti-Jacobin Review et Monthly Review critiquent toutes deux violemment le roman. Anti-Jacobin Review, critiquant à la fois Mary Wollstonecraft et Le malheur d'être femme, ainsi que Political Justice et Memoirs of the Author of A Vindication of the Rights of Woman de William Godwin, écrit :
« L'interdiction de l'adultère constitue, selon Maria, UN DES PLUS FLAGRANTS TORTS FAITS AUX FEMMES. Telle est la tendance morale de cette œuvre, telles sont les leçons à tirer des écrits de Mme Wollstonecraft ; voici les avantages que le public peut tirer de cette performance offerte au monde par Godwin, célébrée par lui, et parfaitement en phase avec les principes de sa Political Justice. — Mais alors qu'il y a eu des auteurs qui dans leur théorie, ont promu des opinions subversives à la morale, mais n'ont pas été eux-mêmes immoraux, Godwin a travaillé à informer le monde que la théorie de Mme Wollstonecraft a été mise en pratique ; qu'elle a vécu et agi comme elle a écrit et enseigné. »
Une note de bas de page ajoute : « Nous pourrions citer quelques élèves de cette dame, qui ont profité des enseignements reçus d'elle, ont imité sa conduite, et ont mis ses principes en pratique. »
Sous le titre « Prostitution » dans l'index du magazine, les éditeurs ne citent qu'un nom : Mary Wollstonecraft. Ces réactions sont l'une des raisons pour lesquelles la sexualité féminine n'est plus célébrée aussi ouvertement en Grande-Bretagne pendant un siècle. L'œuvre connaît cependant une diffusion à l'étranger ; elle est notamment traduite en français en 1798 par B. Ducos sous le titre Maria, ou le Malheur d'être femme.
Alors que les arguments invoqués par Mary Wollstonecraft dans Le malheur d'être femme peuvent sembler normaux du point de vue du féminisme actuel, ils sont « spectaculairement audacieux » à la fin du XVIIIe siècle : « Le dernier roman de Mary Wollstonecraft rendit spectaculairement concret ce que Vindication of the Rights of Woman avait seulement partiellement indiqué : que les revendications des femmes — en tant que citoyennes, mères et êtres sexués — sont incompatibles avec un système de mariage patriarcal. » Cependant, alors que Le malheur d'être femme est actuellement vu comme le précurseur de nombreux textes féministes et l'inspiration de nombreux arguments et styles rhétoriques féministes (comme la confession personnelle), Mary Wollstonecraft elle-même ne fait pas partie du mouvement féministe, et ne prétend même pas en être. Même si Le malheur d'être femme présente les femmes comme « subissant des injustices », ni Mary Wollstonecraft, ni aucune femme britannique ayant souligné les inégalités subies par les femmes à l'époque (comme Mary Hays ou Mary Robinson), ne tente de mettre en place une solution collective. Suivant l'usage de l'époque des Lumières, elles ne se consacrent qu'aux solutions individuelles.

## Rééditions modernes
- (en) Mary Wollstonecraft, The Complete Works of Mary Wollstonecraft : Ed. Janet Todd, Marilyn Butler, Londres, William Pickering, 1989, 541 p. (ISBN 978-0-8147-9225-4)
- (en) Mary Wollstonecraft, Mary and The Wrongs of Woman : Ed. Gary Kelly, Oxford, Oxford University Press, 1998 (ISBN 978-0-19-283536-9)
- (en) Mary Wollstonecraft, The Wrongs of Woman, or Maria : Ed. Moira Ferguson, New York, Norton, 1975, 154 p. (ISBN 978-0-393-08713-0)
- Mary Wollstonecraft (trad. de l'anglais par Basile-Joseph Ducos, présentation et notes d'Isabelle Bour), Maria ou Le malheur d'être femme [« The wrongs of woman »], Saint-Étienne, Publications de l'Université de Saint-Étienne, coll. « Lire le dix-huitième siècle », 2005, 129 p. (ISBN 2-86272-396-7, lire en ligne).